# آرامگاه آیتی
آرامگاه آیتی مربوط به دوره پهلوی است و در بیرجند، داخل قبرستان شهر واقع شده و این اثر در تاریخ ۲۳ بهمن ۱۳۸۵ با شمارهٔ ثبت ۱۷۳۷۸ به‌عنوان یکی از آثار ملی ایران به ثبت رسیده است.